# Escut de Calella
L'escut oficial de Calella té el següent blasonament:
Escut caironat truncat i semipartit: 1r. d'or, un gos de sable passant; al 2n. d'atzur, un mig vol abaixat d'argent i al 3r. de gules, 3 estrelles d'or de 6 puntes. Per timbre una corona mural de ciutat.
Va ser aprovat el 24 d'abril de 1989 i publicat al DOGC el 8 de maig del mateix any amb el número 1140. Armes parlants: un gos, o ca, i l'ala tradicionalment fan referència al nom de la ciutat. Els tres estels són un atribut de Santa Maria, patrona de Calella.